# Italo Giglioli (attore)
Italo Giglioli (Varese, 11 novembre 1957) è un attore teatrale e cabarettista italiano che recita nella compagnia dei Legnanesi nel ruolo del Giovanni.

## Biografia

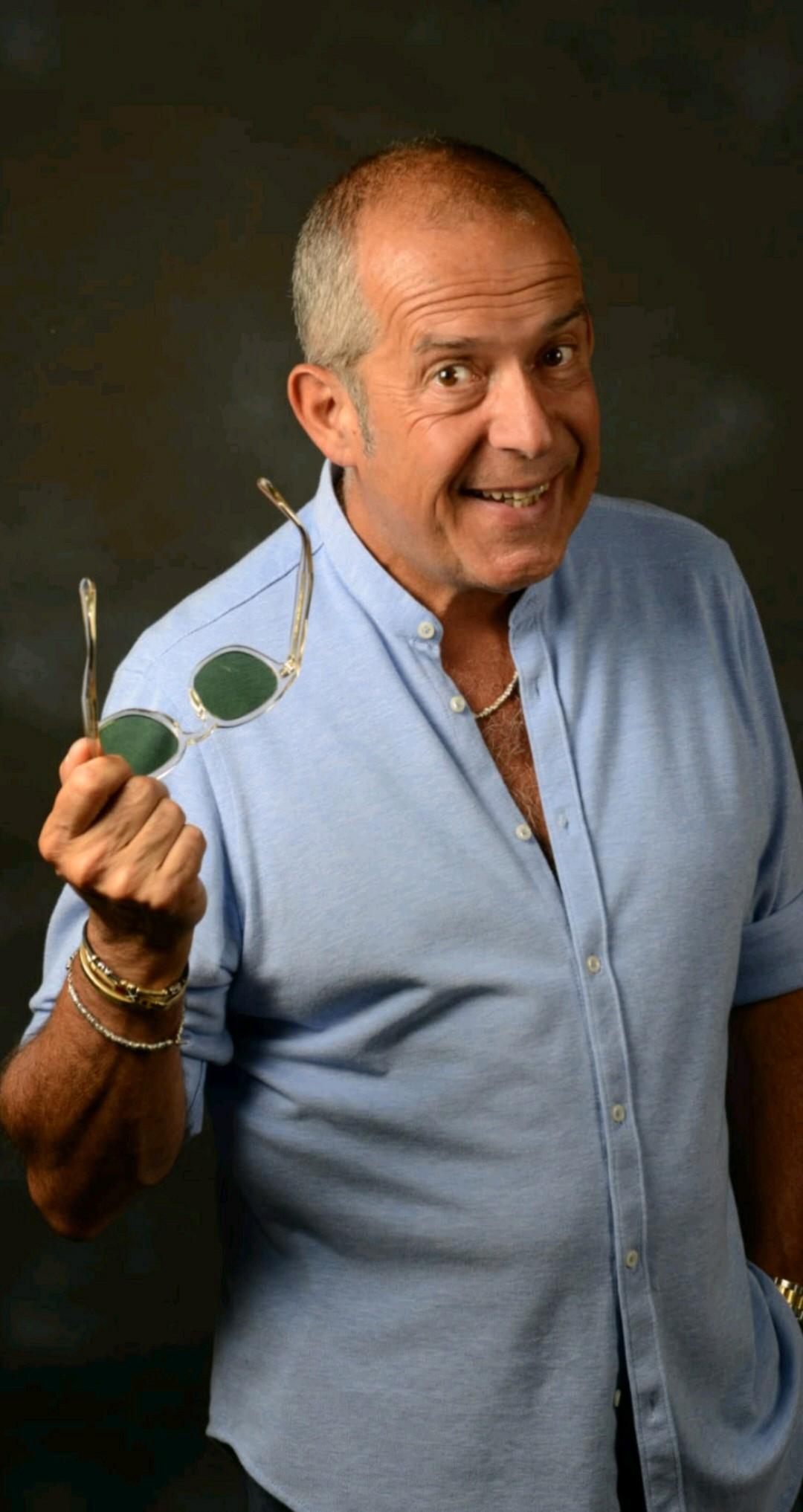
Una foto di Italo Giglioli in borghese.

Originario di Varese, nato da papà toscano e mamma piemontese, Italo sviluppa già in tenera età la passione per la recitazione. Si racconta infatti che già a due anni, intervistato dal Gazzettino padano durante il carnevale del 1959, abbia impressionato tutti cantando, come se fosse un adulto, Vecchio frak di Domenico Modugno.
Il teatro è sempre stato presente nella sua vita, ma non è stata la sua unica occupazione. Come scrisse un giornalista in un articolo anni fa, Italo è "dottor Jekyll e Mr Giglioli", infatti si è sempre diviso tra recitazione e lavoro in banca (per 43 anni), fino alla pensione, quando ha iniziato a dedicarsi solo al teatro. 

## Carriera

### Gli inizi: dalle barzellette al cabaret
Comincia giovanissimo a intrattenere amici e parenti con le barzellette. La sua verve comica lo porta ben presto a essere chiamato dai titolari dei locali del varesino per intrattenere ospiti e clienti. È il 1985 quando inizia con regolarità a esibirsi alla Gatta di Bodio Lomnago. Ben presto capisce però che le barzellette non sono la sua strada e vuole mettersi alla prova come monologhista interpretando testi scritti da lui. Il suo repertorio racconta storie di vita quotidiana dove al centro ci sono sempre le donne di casa: moglie, figlia, mamma e suocera.

### Gli anni 2000 e la TV
Dai locali di provincia e i teatri, passa presto alla televisione. La prima apparizione sul piccolo schermo è su Canale 5 con La Sai l'ultima? Natale del 1995 per poi continuare con Mai dire Goal del martedì nel 2000 su Italia 1. Nello stesso anno partecipa anche a tre puntate de Le Iene - aspettando Zelig. L'anno seguente interpreta il ruolo del commissario della scientifica nella soap opera Vivere.
Un'altra importante apparizione in tv è su Rai 2 con Caffè Teatro cabaret nel 2006.

### Carriera teatrale e i Legnanesi
Dopo anni a girare per i teatri di tutta Italia come monologhista, nel 2022 Italo entra a far parte della compagnia teatrale de I Legnanesi nel ruolo del Giovanni, marito della Teresa e padre della Mabilia. 
Con I Legnanesi ha debuttato nei più importanti teatri d'Italia, tra i tanti il Teatro Repower di Milano, la Villa Reale di Monza e il Teatro Colosseo a Torino.

## Vita privata
Italo è sposato con Mara dal 1989. Hanno una figlia di nome Barbara, nata nel 1990.
Tra le sue grandi passioni ci sono la moto e la lettura. 

## Teatro
- Liberi di sognare, con I Legnanesi (stagione teatrale 2022/2023)
- 7°... non rubare, con I Legnanesi (stagione teatrale 2023/2024)
- Ricordati il bonsai, con I Legnanesi (stagione teatrale 2024/2025)

## Programmi televisivi
- La Sai l'ultima? (1995)
- Mai dire Goal (2000)
- Le Iene - aspettando Zelig (2000)
- Caffè Teatro cabaret (2006)

## Filmografia

### Televisione
- Vivere (2001)